# Lean On
„Lean On” – singel amerykańskiego projektu muzycznego Major Lazer i francuskiego DJ oraz producenta DJ-a Snake’a. W utworze gościnnie śpiewa duńska wokalistka MØ.  Utwór wspiął się na szczyty list przebojów m.in. w Danii, Wielkiej Brytanii, Stanach Zjednoczonych, Szwecji, Kanadzie i Nowej Zelandii. Teledysk do utworu, który został nakręcony w Indiach miał premierę 23 marca w 2015 roku.

## Lista utworów
- Digital download

1. „Lean On” (featuring MØ and DJ Snake) – 2:56

- Digital download (Remixes)[5]

1. „Lean On” (Dillon Francis & Jauz Remix) (featuring MØ and DJ Snake) – 4:38
2. „Lean On” (CRNKN Remix) (featuring MØ and DJ Snake) – 3:24
3. „Lean On” (Ephwurd & ETC!ETC! Remix) (featuring MØ and DJ Snake) (US non-enter) – 3:18
4. „Lean On” (Fono Remix) (featuring MØ and DJ Snake) – 5:09
5. „Lean On” (Malaa Remix) (featuring MØ and DJ Snake) – 6:17
6. „Lean On” (Moska Remix) (featuring MØ and DJ Snake) – 4:07
7. „Lean On” (Daktyls Interlude Edit) (featuring MØ and DJ Snake) – 1:56

## Notowania na listach
| Lista                                         | Najwyższa pozycja |
| --------------------------------------------- | ----------------- |
| Australia (ARIA)                              | 1                 |
| Austria (Ö3 Austria Top 40)                   | 3                 |
| Belgia (Flandria) (Ultratop 50)               | 2                 |
| Belgia (Wallonia) (Ultratop 50)               | 3                 |
| Belgia (Flandria) (Ultratop Dance)            | 1                 |
| Belgia (Wallonia) (Ultratop Dance)            | 1                 |
| Kanada (Billboard Canadian Hot 100)           | 3                 |
| Dania (Tracklisten)                           | 1                 |
| Finlandia (Suomen virallinen lista)           | 1                 |
| Francja (SNEP 200 Singles)                    | 2                 |
| Francja (Top 50 Download Singles)             | 1                 |
| Niemcy (Media Control Charts)                 | 4                 |
| Węgry (Dance Top 40)                          | 1                 |
| Węgry (Rádiós Top 40)                         | 1                 |
| Węgry (Single Top 40)                         | 2                 |
| Izrael (Media Forest)                         | 6                 |
| Włochy (FIMI)                                 | 3                 |
| Luksemburg (Billboard)                        | 1                 |
| Holandia (Dutch Top 40)                       | 1                 |
| Holandia (Single Top 100)                     | 1                 |
| Nowa Zelandia (Recorded Music NZ)             | 1                 |
| Norwegia (VG-Lista)                           | 3                 |
| POL (AirPlay Top 20)                          | 2                 |
| Szkocja (Top 40 Scottish)                     | 7                 |
| Serbia (IFPI)                                 | 1                 |
| Słowacja (Singles Digitál Top 100)            | 1                 |
| Słowacja (Rádio Top 100)                      | 1                 |
| RPA (EMA)                                     | 5                 |
| Hiszpania (Top 50 Singles)                    | 4                 |
| Hiszpania (PROMUSICAE)                        | 2                 |
| Szwecja (Sverigetopplistan)                   | 2                 |
| Szwajcaria (Schweizer Hitparade)              | 1                 |
| Wielka Brytania (Singles Top 100)             | 2                 |
| Wielka Brytania (Top 40 Dance Singles)        | 1                 |
| Wielka Brytania (Top 40 Indie Singles)        | 1                 |
| Stany Zjednoczone (Hot 100)                   | 5                 |
| Stany Zjednoczone (Dance/Electronic Songs)    | 1                 |
| Stany Zjednoczone (Hot Dance Club Songs)      | 18                |
| Stany Zjednoczone (Billboard Latin Pop Songs) | 19                |
| Stany Zjednoczone (Pop Songs)                 | 6                 |
| Stany Zjednoczone (Billboard Rhythmic)        | 2                 |

## Certyfikaty
| Kraj                  | Certyfikat         | Sprzedaż |
| --------------------- | ------------------ | -------- |
| Australia (ARIA)      | 3× platynowa płyta | 210 000  |
| Belgia (BEA)          | złota płyta        | 15 000   |
| Dania (IFPI Dania)    | platynowa płyta    | 60 000   |
| Niemcy (BVMI)         | złota płyta        | 200 000  |
| Włochy (FIMI)         | złota płyta        | 100 000  |
| Nowa Zelandia (RMNZ)  | 2× platynowa płyta | 30 000   |
| Polska (ZPAV)         | platynowa płyta    | 20 000   |
| Szwecja (GLF)         | 3× platynowa płyta | 120 000  |
| Wielka Brytania (BPI) | platynowa płyta    | 380 540  |